# Kriegerdenkmal (Rinnenthal)

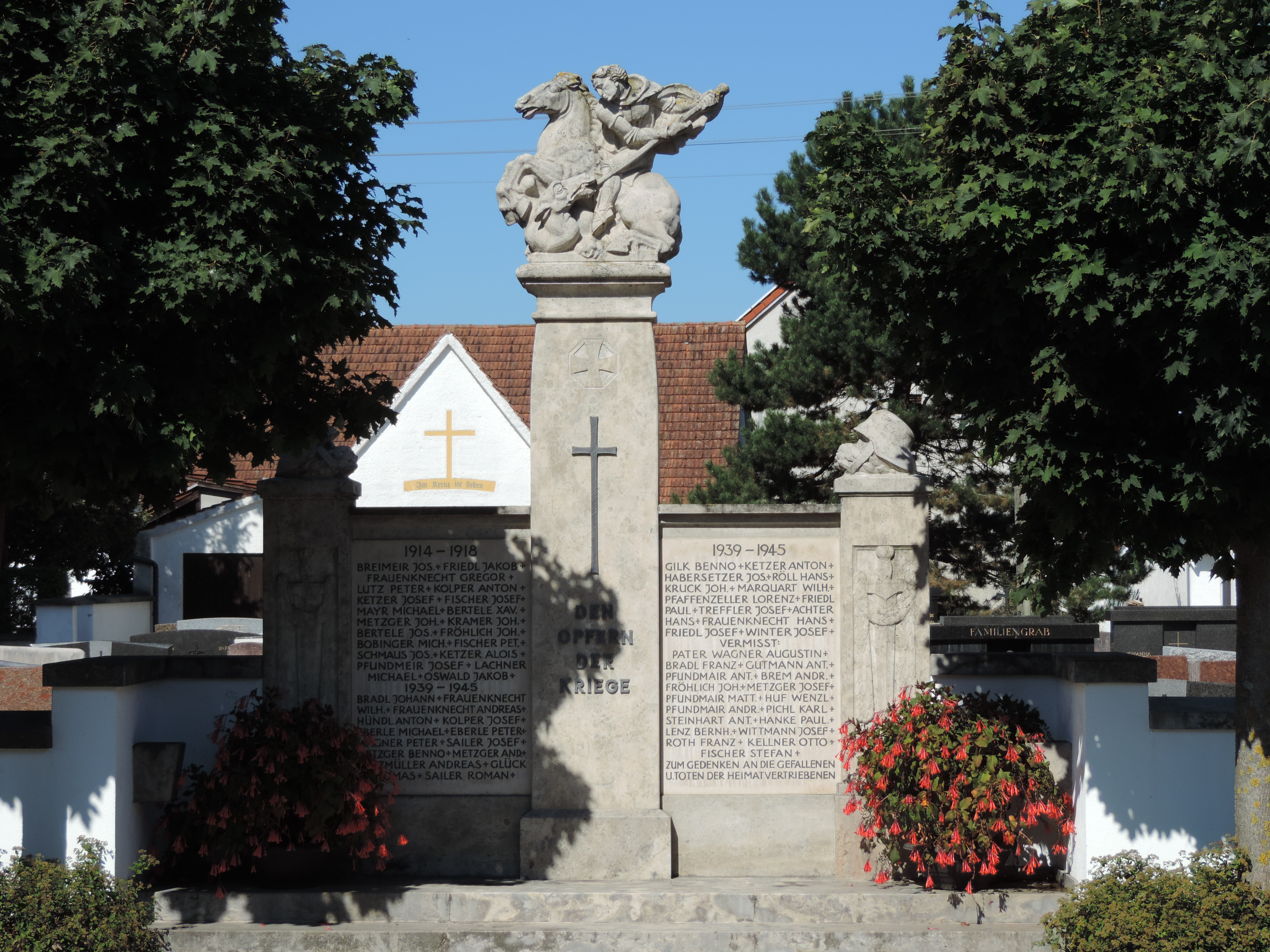
Kriegerdenkmal in Rinnenthal

Das Kriegerdenkmal in Rinnenthal, einem Stadtteil von Friedberg im schwäbischen Landkreis Aichach-Friedberg, wurde um 1920 errichtet. Das Kriegerdenkmal bei der Aretinstraße 15 ist ein geschütztes Baudenkmal. 
Die dreiteilige Anlage wurde zur Erinnerung an die im Ersten Weltkrieg gefallenen Söhne der damaligen Gemeinde Rinnenthal errichtet. In der Mitte steht auf einem viereckigen Pfeiler die Skulptur des heiligen Georg, wie er zu Pferde mit dem Drachen kämpft. Auf den Tafeln rechts und links wurden die Toten des Ersten und nach 1945 auch die Toten des Zweiten Weltkriegs aufgeführt.
An beiden Seiten schließen Pfeiler mit Reliefs von Schwertern die Anlage ab. Auf den Pfeilern liegen Stahlhelme aus Stein.